# Кібардіна Валентина Тихонівна
Валентина Тихонівна Кібардіна (17 (30) травня 1907, Вітебськ — 5 жовтня 1988, Ленінград) — радянська актриса театру і кіно. Народна артистка РРФСР (1951). Лауреат Сталінської премії третього ступеня (1951).

## Біографія
Валентина Кібардіна народилася у білоруському Вітебську тодішньої Російської імперії. З дитинства мріяла стати акторкою. Після закінчення школи 1924 року вирушила до Ленінграда вступати до театрального інституту. На вступних іспитах читала монолог Олімпіади Самсонівни Большової з комедії Олександра Островського «Свої люди — порахуємося» та байку Івана Крилова «Слон та Моська».
В 1929 році Валентина Кібардіна закінчила студію Юрія Юр'єва при Театрі драми імені Олександра Пушкіна. У дипломній виставі «Учитель Бубус» зіграла роль дівчинки-дикунки. На професійній сцені дебютувала того ж року, в Ленінградському театрі Народного дому (1930 року цей театр було об'єднано з Червоним театром); грала комедійні та характерні ролі.
1934 року відбувся яскравий кінодебют Валентини Кібардіної у фільмі «Юність Максима», потім були інші фільми кінотрилогії.
У 1936 році Валентина Кібардіна перейшла до Великого драматичного театру імені Максима Горького.
Остання поява на сцені — Катюша Маслова в інсценуванні роману «Воскресіння» Лева Толстого (1979, Ленінградський Центральний будинок працівників мистецтв).
Померла в Санкт-Петербурзі та похована на Серафимівському цвинтарі (15-та ділянка).

## Визнання та нагороди
- Народна артистка РРФСР (1951)
- Сталінська премія третього ступеня (1951) — за виконання ролі Тетяни Євгенівни Берсеневої у виставі «Розлом» Б. А. Лавреньова
- орден Трудового Червоного Прапора (01.02.1939) — за виконання ролі Наташі в кінокартині «Виборзька сторона»
- медалі.

## Творчість

### Ролі у театрі
- «Лазня» Володимира Маяковського — Поля
- «П'яне коло» Данило Деля
- «Чортове весілля» Веніаміна Каверіна
- «Міщани» Максима Горького — Поля[1]
- «Вовки та вівці» Олександра Островського — Євлампія Миколаївна Купавіна
- «Дон Карлос» Фрідріха Шиллера — королева

#### Великий драматичний театр
- «Весілля Кречинського» Олександра Сухово-Кобиліна — Лідія Петрівна Муромська
- «Джо Келлер та її сини» Артура Міллера — Енн
- 1946 — «Багато шуму з нічого» Вільяма Шекспіра; режисер Ілля Шлепянов — Гера
- 1948 — «Вороги» М. Горького; режисер Наталія Рашевська — Тетяна Лугова
- 1949 — «Дачники» Максима Горького — Варвара Михайлівна
- 1950 — «Розлом» Бориса Лавреньова; режисери Олександр Соколов та Ісай Зонне — Тетяна
- 1951 — «Любов Ярова» Костянтина Треньова; режисер Іван Єфремов — Павла Петрівна Панова
- 1952 — «Доствгаєв та інші» М. Горького; режисер Н. С. Рашевська — Єлизавета
- 1955 — «Смерть Пазухіна» Михайло Салтикова-Щедріна — Настасся Іванівна Фурначова

### Фільмографія
- 1934 — Юність Максима — Наташа
- 1937 — Повернення Максима — Наташа
- 1938 — Виборзька сторона — Наташа
- 1938 — Волга-Волга — член комісії
- 1947 — Життя в цитаделі — Ева Мійлас[2]
- 1948 — Першокласниця — учителька
- 1961 — Бар'єр невідомості — Марія Василівна
- 1964 — Листи до живих — мати Вероніки
- 1966 — Не забудь... станція Лугова — Ганна Петрівна Кудрявцева, мати Люсі